# 日喀则蒿
日喀则蒿（学名：Artemisia xigazeensis）为菊科蒿属的植物，是中国的特有植物。分布在中国大陆的西藏、青海、甘肃等地，生长于海拔2,700米至4,600米的地区，一般生于石质山坡、草地或路旁等，目前尚未由人工引种栽培。